# Presidente Médici (ort)
Presidente Médici är en ort i Brasilien.   Den ligger i kommunen Presidente Médici och delstaten Rondônia, i den centrala delen av landet, 1 600 km väster om huvudstaden Brasília. Presidente Médici ligger 181 meter över havet och antalet invånare är 11 922.
Terrängen runt Presidente Médici är platt. Runt Presidente Médici är det glesbefolkat, med 14 invånare per kvadratkilometer.. Det finns inga andra samhällen i närheten.
Omgivningarna runt Presidente Médici är huvudsakligen savann.